# Nynas
Nynas, anteriormente Nynäs Petroleum, es una empresa sueca que produce aceites especiales nafténicos y productos asfálticos. El principal accionista individual es la sociedad de gestión de activos estadounidense Davidson Kempner Capital Management con un 49,9 %. El segundo accionista más grande en tamaño es la fundación sueca independiente Nynässtiftelsen, mientras que Petróleos de Venezuela (PDVSA) posee una participación menor.

## Historia
La primera refinería de Suecia comenzó a construirse en febrero de 1928 en la localidad de Nynäshamn y en diciembre de ese mismo año comenzó a funcionar. El fundador fue Axel Axelsson Johnson, un armador y empresario industrial que necesitaba tanto gasóleo para sus barcos como asfalto para su empresa de construcción de carreteras. Por este motivo, contrató a Charles Almqvist que contaba con la experiencia adquirida en las refinerías de petróleo de Werner Queensland en Estados Unidos y que había sido director de la refinería más importante de Argentina. Así quedaron sentadas las bases de lo que en 1930 se convertiría en Nynäs Petroleum.
El aumento del uso del automóvil impulsó rápidamente la demanda de gasolina. Pero había un problema, sólo se podía extraer un 15% de gasolina del petróleo mediante los métodos de refinado convencionales. Por ello, en 1931, Axel Axelsson Johnson decidió invertir en una nueva planta de craqueo. Este fue el comienzo de la red nacional de estaciones de servicio que Nynas dirigiría durante los 50 años siguientes. La construcción de infraestructuras en Suecia junto con la ampliación de la red de carreteras de asfalto hizo que aumentara la demanda de este producto. Para poder hacer frente a este aumento de la demanda, se construyó la refinería de Gotemburgo en 1956.
A principios de los años 70, Nynas era una empresa de petróleos de propiedad familiar, sin contratos a largo plazo para el suministro de petróleo crudo. Esto no representaba ningún problema, siempre que el precio del crudo fuera bajo y se mantuviera estable, pero cuando el mundo se vio afectado por ambas crisis energéticas, para Nynas supuso un serio problema de costes. Se aconsejó que la empresa abandonara el mercado de combustibles y se centrara en una serie de productos especiales, lo que requería el acceso a mercados fuera de Suecia. El primer paso hacia esta estrategia se tomó en 1981, con la venta a Royal Dutch Shell de todas las estaciones de servicio y la filial responsable de la venta de fueloil.
Para acceder al segmento del asfalto, en 1985 se adquirió una refinería en Amberes y a principios de los años 90 la empresa británica Briggs Oil, con refinerías en Dundee y Eastham. Al mismo tiempo, se invirtieron cientos de millones de coronas suecas en la modernización de la refinería de Nynäshamn para la producción de aceites especiales nafténicos de uso industrial. De este modo, Nynas dejó de ser una empresa sueca de petróleo con una oferta tradicional para transformarse en un grupo global centrado en productos especializados.
La Comisión Europea aprobó e n otoño de 2013 la adquisición de Nynas de la planta de aceite de base de la refinería de Harburg a la empresa Shell. Ello se debió a la demanda prevista de aceites especiales nafténicos, en particular en Asia. La adquisición, vinculada a importantes inversiones para la reconstrucción de la sección de la planta antes empleada en la fabricación de combustible, fue completada en 2016. La puesta en marcha de la nueva refinería de aceites especiales hizo posible un aumento anual de la producción de 350.000 toneladas.
En 2017 se inició un período que desembocó en importantes problemas financieros debido al progresivo agravamiento de la situación política y económica de Venezuela. En un primer momento, ello trajo consigo perturbaciones en la entregas de crudo, que finalmente fueron interrumpidas por completo al imponer Estados Unidos amplias sanciones contra Venezuela. A pesar de ello, durante un período de transición se pudo seguir operando gracias a la exención (“licencia general”) concedida a Nynas por parte de la Oficina del Tesoro de Control de Activos Extranjeros (OFAC) estadounidense. Dicha exención habilitaba a otras empresas para continuar comerciando con Nynas sin vulnerar las sanciones de EE. UU. Sin embargo, la situación devino económicamente insostenible y, en diciembre de 2019, un tribunal sueco aprobó la solicitud de reestructuración de Nynas para examinar las opciones de continuar con las operaciones, ya fuera en parte o en su totalidad.
En mayo de 2020, la OFAC comunicó a Nynas que quedaba liberada del régimen de sanciones por las modificaciones introducidas en su estructura de propiedad, lo que eximía a particulares y empresas norteamericanas de la obtención de un permiso de la OFAC para la realización de transacciones o actividades que involucraran a Nynas.
La reorganización acarrea cambios en la estructura de propiedad de Nyna. En este momento, el principal accionista es la sociedad de gestión de activos estadounidense Davidson Kempner Capital Management, con un 49,9 % de los activos. El resto de los coaccionistas son una fundación sueca independiente, Nynässtiftelsen (con aprox. el 35 %) y PDVSA (con aprox. el 14,9 %).
Con la nueva estructura de propiedad establecida, también se modificaron las directrices estratégicas como consecuencia del cambio en las condiciones ambientales. La reorganización estratégica significa que las operaciones se centran en Europa como parte del objetivo de fortalecer la competitividad en los mercados principales de Nynas. La venta de aceites nafténicos especiales, a pesar de un marcado enfoque europeo, continuará realizándose a clientes seleccionados de la India, Oriente Medio, Sudáfrica y Turquía, entre otros. Para las actividades relacionadas con el betún, se realizó una centralización en los mercados de los países nórdicos, bálticos y Gran Bretaña.

## Actividades

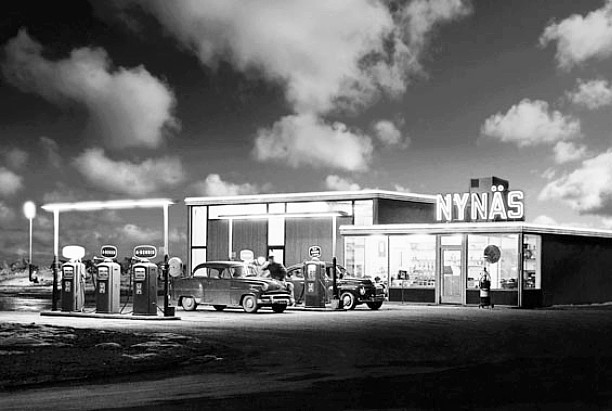
Imagen de archivo de los años 50 de una de las estaciones de servicio de Nynas en Suecia.

La actividad central de Nynas se centra en la transformación de petróleo crudo en productos especiales en dos áreas principales: aceites especiales nafténicos (aceites para transformadores, aceites para procesos, aceites de base y aceites para neumáticos) y bitumen. El bitumen se emplea como ligante en asfalto para carreteras y también en aplicaciones industriales como recubrimientos y protección contra la corrosión. Durante el proceso de refinado se generan también una serie de residuos que se venden como materia prima para combustibles de uso marítimo.
Los productos de Nynas se fabrican en diversas refinerías de Europa. Dos de estas instalaciones, las de Gotemburgo y Nynäshamn, son propiedad de Nynas, mientras que la refinería de Eastham es una joint venture con Shell. Sin embargo, hay también un conjunto de instalaciones de producción externas vinculadas a la empresa por medio de acuerdos de cooperación. Nynas cuenta con laboratorios propios de control de calidad y desarrollo de productos, entre otros, en Bélgica, Reino Unido y Suecia.
Tradicionalmente, Nynas ha utilizado principalmente crudo pesado venezolano como materia prima, ya que tiene propiedades ideales tanto para el betún como para los aceites nafténicos especiales. Sin embargo, debido a la situación política del país, se han realizado grandes esfuerzos para aumentar la flexibilidad de la materia prima y reemplazar por completo el crudo venezolano. La conversión de la base de materias primas ya se ha completado del todo, lo que significa que Nynas utiliza varios crudos alternativos, incluso procedentes del Mar del Norte, pero también de países como Brasil, Colombia e Italia.
Durante los últimos años, Ninas ha desarrollado aceites para neumáticos y transformadores que se fabrican en parte a partir de materias primas de origen ecológico y, por lo tanto, son renovables. Durante 2022 también lanzó al mercado un betún modificado con polímeros (PMB) que contiene material biogénico. Se trata de un paso importante en el camino a la reduccción de la dependencia de las materias primas fósiles y, de este modo, contribuir a un desarrollo sostenible.